# Luboń Wielki
Luboń Wielki este o arie protejată (sit de importanță comunitară — SCI) din Polonia întinsă pe o suprafață de 33,63 ha, integral pe uscat.

## Localizare
Centrul sitului Luboń Wielki este situat la coordonatele 49°39′00″N 19°59′42″E / 49.6501°N 19.9949°E.

## Înființare
Situl Luboń Wielki a fost declarat sit de importanță comunitară în martie 2007 pentru a proteja un număr necunoscut de specii din flora spontană și fauna sălbatică aflate în arealul zonei.

## Biodiversitate
Situată în ecoregiunea alpină, aria protejată conține 4 habitate naturale: Liziere de ierburi înalte hidrofile de câmpie și de nivel montan până la alpin, Grohotișuri silicioase medio-europene, la altitudine înaltă, Peșteri inaccesibile publicului, Păduri de fag Asperulo-Fagetum.
La baza desemnării sitului se află un număr nedeclarat de specii protejate.
Pe lângă speciile protejate, pe teritoriul sitului au mai fost identificate 1 specie de plante.